# Roger Balian
Jean Roger Balian, né en 1933 à Lyon, est un physicien théoricien français.

## Biographie
Son père, arrivé en France en 1920, était artisan électricien.
Roger Balian est d'abord élève d'un collège d'enseignement technique. Pur produit de l'ascenseur social, il intègre l'École polytechnique (promotion 1952), puis l'Ecole des mines de Paris (promotion 1955),, devient Ingénieur des Mines (par arrêté du 11/08/1958), et enfin ingénieur en chef des Mines (1975).
Il a fait toute sa carrière détaché comme ingénieur au CEA de Saclay, d'abord au service de physique mathématiques (1958–67), puis à l'Institut de physique théorique (1967–79), dont il fut le chef (1979–87). Il est maintenant conseiller scientifique au CEA.
Il a enseigné la physique statistique à l'École polytechnique, comme maître de conférences de 1972 à 1978, puis comme professeur de 1978 à 1998.
Il est membre de l'Académie des sciences, élu correspondant le 14 novembre 1977, élu membre le 23 octobre 1995. Il est également membre de la Société royale des sciences d'Uppsala (depuis 1988).
Ses travaux portent essentiellement sur la physique statistique et la théorie quantique des champs avec le théorème de Balian-Low et développement en réflexions multiples de Balian-Bloch.

## Distinctions
- Prix Henri-Poincaré (1954) ;
- Prix Laplace de l’Académie des sciences (1954) ;
- Prix Rivot et Lamb de l’Académie des sciences (1954) ;
- Prix Langevin de la Société française de physique (1966) ;
- Prix des laboratoires de l’Académie des sciences (1972) ;
- Prix Jean-Ricard de la Société française de physique (1977).
- Chevalier de la Légion d'honneur
- Officier de l'ordre national du Mérite
- Commandeur de l'ordre des Palmes académiques

## Publications
- Roger Balian ; Du Microscopique au Macroscopique - Cours de physique statistique de l'École polytechnique (2 tomes), Ellipses (1973-1974) (révisions annuelles jusqu'en 1982, éditions jusqu'en 1986), 640 pp.,  (ISBN 2-7298-9000-9) et  (ISBN 2-7298-9001-7). Cours de physique statistique s'appuyant sur la connaissance préalable de la mécanique quantique. Niveau second cycle universitaire.
- A. Aspect, R. Balian, G. Bastard, J.P. Bouchaud, B. Cabane, F. Combes, T. Encrenaz, S. Fauve, A. Fert, M. Fink, A. Georges, J.F. Joanny, D. Kaplan, D. Le Bihan, P. Léna, H. Le Treut, J-P Poirier, J. Prost et J.L. Puget, Demain la physique, (Odile Jacob, 2009)  (ISBN 9782738123053)